# 米罗斯拉夫·普里巴尼奇
米罗斯拉夫·普里巴尼奇（1946年6月22日—），克罗地亚男子手球运动员。他曾代表南斯拉夫国家队参加1972年夏季奥林匹克运动会手球比赛，获得一枚金牌。